# Nati nel 1528
| Questa pagina contiene informazioni ricavate automaticamente dalle voci biografiche con l'ausilio del template Bio e di un bot. L'aggiornamento è periodico e automatico e ricostruisce completamente la pagina. Se manca una persona in questa lista, sei pregato di non aggiungerla, ma accertati piuttosto che la sua voce biografica contenga il template Bio e che i dati anagrafici siano correttamente compilati. Se il template Bio manca, inseriscilo tu stesso o, in alternativa, metti l'avviso {{tmp\|Bio}} che ne segnala la mancanza. Se i dati riportati sono sbagliati, correggi direttamente la voce biografica; le modifiche saranno visibili in questa lista entro pochi giorni. Per chiarimenti vedi il progetto biografie. La lista contiene solo le 56 persone che sono citate nell'enciclopedia e per le quali è stato implementato correttamente il template Bio. Pagina aggiornata al 31 ago 2024. |

## Febbraio(4)
- 1º febbraio - Francesco Calcagno, francescano italiano († 1550)
- 10 febbraio - Babullah di Ternate, sultano indonesiano († 1583)
- 29 febbraio - Alberto V di Baviera, nobile tedesco († 1579)
- 29 febbraio - Domingo Báñez, religioso e teologo spagnolo († 1604)

## Marzo(3)
- 10 marzo - Akechi Mitsuhide, generale giapponese († 1582)
- 25 marzo - Jakob Andreae, teologo tedesco († 1590)
- 30 marzo - Matteo Priuli, vescovo cattolico italiano († 1595)

## Giugno(4)
- 21 giugno - Maria di Spagna († 1603)
- 27 giugno - Gillis Mostaert, pittore fiammingo († 1598)
- 29 giugno - Giulio di Brunswick-Lüneburg, vescovo cattolico tedesco († 1589)
- 30 giugno - Giovan Battista Cini, commediografo e scrittore italiano († 1586)

## Luglio(2)
- 7 luglio - Anna d'Asburgo, nobile austriaca († 1590)
- 8 luglio - Emanuele Filiberto di Savoia, sovrano e generale italiano († 1580)

## Agosto(2)
- 10 agosto - Eric II di Brunswick-Calenberg, nobile tedesco († 1584)
- 25 agosto - Luis de Zúñiga y Requesens, militare, diplomatico e politico spagnolo († 1576)

## Settembre(2)
- 9 settembre - Federico Gonzaga, nobile italiano († 1570)
- 27 settembre - Papirio Picedi, vescovo cattolico e diplomatico italiano († 1614)

## Ottobre(1)
- 4 ottobre - Francisco Guerrero, compositore spagnolo († 1599)

## Novembre(4)
- 2 novembre - Petrus Lotichius Secundus, umanista e poeta tedesco († 1560)
- 12 novembre - Qi Jiguang, generale e scrittore cinese († 1588)
- 16 novembre - Giovanna III di Navarra, regina († 1572)
- 29 novembre - Anthony Browne, I visconte Montagu, nobile e politico inglese († 1592)

## Senza giorno specificato(34)
- Diogo Andrada de Paiva, teologo portoghese († 1575)
- Matteo Antegnati, scultore italiano
- Francesco Barberini, mercante italiano († 1600)
- Rémy Belleau, poeta francese († 1577)
- Paolo Boi, scacchista italiano († 1598)
- Jean-Jacques Boissard, antiquario, poeta e storico francese († 1602)
- Theodor de Bry, editore, tipografo e incisore belga († 1598)
- Jerónimo Luis de Cabrera, militare, esploratore e condottiero spagnolo († 1574)
- Paolo Veronese, pittore italiano († 1588)
- Elizabeth Cooke, poetessa, scrittrice e nobile inglese († 1609)
- António Ferreira, poeta e drammaturgo portoghese († 1569)
- Pedro da Fonseca, filosofo e teologo portoghese († 1599)
- Juan de Garay, esploratore spagnolo († 1583)
- Bernardino India, pittore italiano († 1590)
- Kitabatake Tomonori, militare giapponese († 1576)
- Andrej Michajlovič Kurbskij, militare russo († 1583)
- Marsilio Landriani, vescovo cattolico italiano († 1609)
- Mordecai Maisel, politico e filantropo ceco († 1601)
- Sempronio II Malatesta, condottiero italiano († 1623)
- Francesco Morandi, architetto italiano († 1603)
- Pedro Mariño de Lobera, storico e esploratore spagnolo († 1594)
- Miyabe Keijun, militare giapponese († 1599)
- Nicolò Morlupino, poeta italiano († 1570)
- Gian Paolo Pace, pittore italiano († 1560)
- Thomas Percy, VII conte di Northumberland, conte britannico († 1572)
- John Perrot, nobile britannico († 1592)
- Heitor Pinto, scrittore e presbitero portoghese († 1584)
- Sakuma Nobumori, militare giapponese († 1582)
- Edward Seymour di Berry Pomeroy, nobile inglese († 1593)
- George Talbot, VI conte di Shrewsbury, politico inglese († 1590)
- Thomas Whythorne, compositore inglese († 1595)
- Francesco della Sega,  italiano († 1565)
- Costantino di Braganza, nobile († 1575)
- Catharina van Hemessen, pittrice fiamminga